# The Twins Effect
The Twins Effect er en film komedie-gyserfilm fra Hong Kong. 

## Skuespillere
- Ekin Cheng – Reeve
- Gillian Chung Yan-tung – Gypsy
- Charlene Choi – Helen
- Edison Chen – Kazaf
- Anthony Wong – Prada
- Mickey Hardt – Duke Dekotes
- Jackie Chan – Jackie
- Josie Ho – Lila
- Karen Mok – Ivy
- Maggie Lau – Nurse Maggie